# Atento al lobo
Atento al lobo è una raccolta del cantante italiano Lucio Dalla del 1993, uscita in America Latina.

## La raccolta
Questo best of riunisce il meglio della sua produzione fino al 1990.
Primo estratto dal disco è "Attenti al lupo", con il titolo "Atento al lobo", che dà il titolo alla raccolta. Ebbe un grande successo, specialmente in Cile.

### Tracce
1. Atento al lobo – 4:24
2. Futura – 6:04
3. Anna e Marco – 3:41
4. Jesus mio – 4:32
5. La sera dei miracoli – 5:14
6. Cosa sarà – 4:19
7. Tutta la vita – 5:02
8. Caruso – 5:11
9. Felicidad – 5:46
10. L'ultima luna – 5:40
11. Balla balla ballerino – 5:46
12. Washington – 4:34
13. Vida – 4:21
14. Attenti al lupo – 4:18

Durata totale: 68:52

## Classifiche

### Classifiche settimanali
| Classifica (1994) | Posizione massima |
| ----------------- | ----------------- |
| Argentina         | 10                |
| Cile              | 7                 |